# Mandibule de Xiahe
La mandibule de Xiahe est une demi-mandibule humaine fossile découverte en 1980 dans la grotte de Baishiya, située à l'extrémité nord-est du plateau tibétain, dans le xian de Xiahe, dans la province du Gansu, en Chine. Étudiée seulement 38 ans plus tard, elle s'est révélée appartenir à un homme de Denisova,. Il s'agit de la première découverte confirmée d'un fossile de Dénisovien en dehors de la grotte de Denisova, et du plus gros fossile dénisovien identifié à ce jour. Cette découverte montre que des humains archaïques étaient déjà présents dans un environnement de haute altitude et pauvre en oxygène il y a au moins 160 000 ans.

## Historique
La mandibule de Xiahe a été découverte en 1980, dans la grotte de Baishiya, en Chine, par un moine bouddhiste. Celui-ci l'a donnée à Jigme Tenpe Wangchug (de) le 6e Gungthang Rinpoché qui l'a reconnu comme un fossile d'hominidé important et l'a donné au géologue Dong Guangrong de l'université de Lanzhou dans les années 1980. La demi-mandibule est restée pendant trente ans dans les tiroirs sans être analysée. Des chercheurs chinois l'ont ressortie en 2010 et ont sollicité la collaboration de chercheurs étrangers à partir de 2016.
Entretemps, en 2010, des chercheurs de l’Institut Max-Planck d'anthropologie évolutionniste, à Leipzig en Allemagne, ont conclu, à partir de l'ADN mitochondrial extrait d'une phalange de doigt découverte dans la grotte de Denisova, dans l'Altaï, au sud de la Sibérie, que cet ADN appartenait à un groupe humain distinct d’Homo sapiens et de l'Homme de Néandertal, qu'ils ont appelé l'Homme de Denisova. Ces trois espèces ont vécu à la même période. 
Jusqu’en avril 2019, les seuls restes connus de l’Homme de Denisova étaient quelques fragments d'os et des dents provenant de la grotte de Denisova,. La grotte où a été trouvée la mandibule de Xiahe est située à près de 3 000 km au sud-est de celle de Denisova, et à une altitude de 3 280 m (contre 700 m pour Denisova).

## Description
Le fragment de mandibule, mesurant 8 cm de long, est « extrêmement robuste, avec des dents de très grande taille ». Elle a conservé deux molaires. Elle appartenait à un adolescent.

## Datation
Un laboratoire de Taïwan a déterminé que cette mandibule, recouverte d'une croûte de carbonate, avait au minimum 160 000 ans (contre environ 40 000 ans pour la phalange de Denisova).

## Attribution
L’équipe de Jean-Jacques Hublin, de l’Institut Max-Planck d'anthropologie évolutionniste, a pu en 2019, pour la première fois, analyser des protéines extraites d’une molaire de la mandibule, ce qui a permis de l'attribuer à l'Homme de Denisova.
En 2020, des sédiments récoltés dans la même grotte en 2018 ont livré de l'ADN mitochondrial typiquement dénisovien. La datation de ces sédiments montre que les Dénisoviens se sont abrités dans cette grotte il y a 100 000, 60 000 et peut-être 45 000 ans,.

## Hybridation avec Homo sapiens
Les Tibétains contemporains ont en commun avec l’Homme de Denisova une version particulière du gène EPAS1, caractérisé par une grande concentration d’oxygène dans le sang quand celui-ci se raréfie dans l’air, ce qui permet une meilleure adaptation à la vie en altitude. Les chercheurs pensent que ce gène a été transmis aux Homo sapiens d'Asie centrale à la suite d'un épisode d'hybridation avec l'Homme de Denisova qui possédait déjà ce gène, et que son caractère adaptatif lui a permis d'être sélectionné dans les populations asiatiques modernes vivant en haute altitude, dont notamment la population tibétaine.

## Perspectives
Jean-Jacques Hublin explique qu’il va « pouvoir comparer ce fossile à d'autres spécimens non identifiés des collections chinoises » en utilisant l’analyse de protéines anciennes (paléoprotéomique). Son hypothèse, « c'est qu'une bonne partie des fossiles chinois ou d'Asie de l'Est plus vieux que 50 000 ans et plus récents que 350 000 ans sont probablement des Denisoviens ».